# Soufiane Guerrab
Soufiane Guerrab, né le 18 février 1987 à Paris, est un acteur français.

## Biographie
Soufiane Guerrab est né d’un père marocain et d’une mère italienne et allemande. Guerrab s’est fait connaître grâce à la série Les Beaux Mecs, et à des rôles secondaires dans plusieurs films français tels que La Loi du Marché de Stéphane Brizé, Dheepan de Jacques Audiard et plus récemment D'une pierre deux coups de Fejria Deliba.
Il reçoit le prix Premier rendez-vous masculin au Festival du Film de Cabourg 2017 pour son rôle de Farid, handicapé et en fauteuil depuis ses 4 ans, dans Patients de Grand Corps Malade et Mehdi Idir,.
En juillet 2018, il crée à Rosny-sous-Bois le festival de cinéma Tapis bleu, parrainé par Grand Corps Malade. Ce festival a pour ambition de « redonner envie de rêver aux jeunes des quartiers » en Seine-Saint-Denis,.
C’est en 2021, avec la production Netflix remarquée, Lupin, que sa carrière connaît un tournant important. Interprétant le lieutenant Youssef Guedira à la poursuite du gentleman cambrioleur, Soufiane Guerrab s’impose et devient un acteur reconnu. La même année, il intègre le prestigieux casting du drame Les Promesses, aux côtés d’Isabelle Huppert et Reda Kateb. En 2022, les spectateurs le retrouvent à la télévision dans les mini-séries Alger confidentiel.

## Filmographie

### Cinéma
- 2006 : Mes copines de Sylvie Ayme : Alexandre
- 2007 : Regarde-moi d'Audrey Estrougo : Soufiane
- 2009 : Tellement proches d'Olivier Nakache et Éric Toledano : Francky
- 2009 : Banlieue 13 : Ultimatum de Patrick Alessandrin : le lascar au supermarché
- 2012 : Paulette de Jérôme Enrico : Zak
- 2015 : Jamais de la vie de Pierre Jolivet : Ziad
- 2015 : La loi du marché de Stéphane Brizé : le jeune homme interpellé
- 2015 : Dheepan de Jacques Audiard : le gardien
- 2015 : Nous trois ou rien de Kheiron : Elyess
- 2016 : D'une pierre deux coups de Fejria Deliba : Marcel / Mars
- 2016 : La Pièce : les derniers seront les premiers de Lamine Diakite : Dinka
- 2017 : Patients de Grand Corps Malade et Mehdi Idir : Farid
- 2017 : Burn Out de Yann Gozlan : l'homme sur l'aire d'autoroute
- 2019 : La Vie scolaire de Grand Corps Malade et Mehdi Idir : Messaoud Bouffara
- 2020 : De bas étage de Yassine Qnia : Mehdi
- 2021 : Les Promesses de Thomas Kruithof : Esposito
- 2024 : Monsieur Aznavour de Mehdi Idir et Grand Corps Malade
- 2025 : Bastion 36 d'Olivier Marchal

### Télévision

#### Téléfilms
- 2007 : L'Embrasement de Philippe Triboit
- 2008 : Il faut sauver Saïd de Didier Grousset : Tarek
- 2012 : Adouna, la vie, le monde d'Olivier Langlois : Malik
- 2019 : Les Ombres de Lisieux de Nicolas Guicheteau : David Wiener
- 2024 : Les Bois assassins d'Anne Fassio : capitaine Malik Dahmani

#### Séries télévisées
- 2006 : Préjudices, épisode Circonstances aggravantes de Frédéric Berthe
- 2007 : Alice & Charlie, épisode Témoin à domicile de Julien Seri : Samir
- 2008 : Avocats & associés, épisode Pas le Pérou de Bruno Garcia : Samir Larbi
- 2008 : P.J., épisode Dérive de Thierry Petit
- 2009 : Boulevard du Palais, épisode Loin du soleil de Thierry Petit : le lycée n°2
- 2011 : Les Beaux mecs de Gilles Bannier (mini série) : Kenz
- 2012 : Alice Nevers, le juge est une femme, épisode Meurtre discount de René Manzor : Mourad Benaoui
- 2013 : Tiger Lily, quatre femmes dans la vie (mini série) de Benoît Cohen  : Tarik
- 2013 : Les Limiers, épisode Prédateur d'Alain DesRochers : le voyou
- 2013 : Tunnel, saison 1, épisodes 5 et 6 de Hettie Macdonald : Yacine Cherfi
- 2014 : Duel au soleil, épisode Faux semblants d'Olivier Guignard : Malik Amzali
- 2014 : Julie Lescaut, épisode Tragédie de René Manzor :
- 2015 : Le Sang de la vigne, épisode Pour qui sonne l'Angélus de René Manzor : Tom
- 2016 : Braquo d'Abdel Raouf Dafri, saison 4, épisode 2, 5 et 6 de Xavier Palud : Majid Aquati
- 2018 : Dix pour cent, saison 3, épisode Gérard d'Antoine Garceau : Sami Abadi, le serveur
- 2019 : Engrenages, saison 7, épisodes 1, 3 et 4 de Frédéric Jardin : Kader
- 2020 : Moloch (mini-série) d'Arnaud Malherbe : Rachid
- 2020-2021 : César Wagner d'Antoine Garceau : Farid Belladj
- 2021-2023 : Lupin de Louis Leterrier : Youssef Guedira
- 2022 : Alger confidentiel (Ein paar Tage Licht) (mini série) de Frédéric Jardin : Ahmed
- 2022 : Visions (mini-série) d'Akim Isker : Romain Sauvant

### Clips musicaux
- 2020 : Pendant 24 h de Grand Corps Malade en featuring avec Suzane
- 2021 : Tu m'auras tellement plu de Ben Mazué